# Deutsche Poolbillard-Meisterschaft 1993 (Herren)
Die Deutsche Poolbillard-Meisterschaft 1993 war die 19. Austragung zur Ermittlung der nationalen Meistertitel der Herren in der Billardvariante Poolbillard. Sie fand in Essen statt.
Es wurden die Deutschen Meister in den Disziplinen 14/1 endlos, 8-Ball, 9-Ball und 8-Ball-Pokal ermittelt. Die 8-Ball-Pokal-Meisterschaft fand in Ehringshausen statt.

## Medaillengewinner
| Disziplin    | Gold                            | Silber                           | Bronze                            | 4. Platz                          |
| ------------ | ------------------------------- | -------------------------------- | --------------------------------- | --------------------------------- |
| 14/1 endlos  | Oliver Ortmann (BSC Ingolstadt) | Dieter Johns (PBC Frankenberg)   | Thomas Engert (PBC Düren-Nord)    | Ralf Souquet (PC Mörfelden)       |
| 8-Ball       | Thomas Engert (PBC Düren-Nord)  | Herbert Friedemann (1. PBC Marl) | Ralf Souquet (PC Mörfelden)       | Torsten Beering (Viktoria Berlin) |
| 9-Ball       | Ralf Souquet (PC Mörfelden)     | Oliver Ortmann (BSC Ingolstadt)  | Thomas Engert (PBC Düren-Nord)    |                                   |
| 8-Ball-Pokal | Marcus Sahanek (PBC München)    | Wolfgang Romich (PBC Düren-Nord) | Gregor Osthoff (Friedenau Berlin) | Frank Leist (PBC Fortuna Bexbach) |